# رودولف كلاوزيوس
رودولف كلاوزيوس (2 يناير 1822 - 24 أغسطس 1888)(بالألمانية: Rudolf Clausius) عالم فيزيائي ألماني أطلق مفهوم الاعتلاج في علم التحريك الحراري .ولد في كوزالين بمقاطعة بوميرانيا وعاصر مملكة بروسيا والحرب الفرنسية البروسية، التحق بمدرسة داخلية ألمانية في شتشيتسين ثم انتظم في جامعة هومبولدت في برلين حتى تخرج منها سنة 1844 بإجازة في الرياضيات والفيزياء،وصاحبه في دفعة التخرج مجموعة من العلماء كهنريك ماقنوس وجون ديراكلت ويعقوب ستينر.كما درس التأريخ مع المؤرخ ليوبلد رانكه.وفي بحر عام 1847، نال شهادة العالمية من جامعة هال ويتبرق عن أطروحته التي تبحث في تأثير الضوء على غلاف الأرض الجوي.ثم دخل سلك التعليم حتى وصل إلى مرتبة أستاذ،ومن سنة 1855 حتي سنة 1867 عمل استاذا في المعهد الفدرالي السويسري ثم انتقل إلى جامعة فورتسبورغ ودرس طلابها سنتين قبل أن يرتحل إلى جامعة بون.وفي أثناء الحرب الفرنسية البروسية نظم فرقة إسعاف لإغاثة المصابين البروس بيد أنه أصيب في معركة إصابة تسببت في إعاقة مزمنة له فمنح الصليب الحديدي عرفانا له من لدن المملكة البروسية.وفي سنة 1875 توفيت زوجته فاضطلع بتنشئة عيالهما الستة فقل عطائه العلمي.وفي سنة 1886 تزوج بامرأة ثانية فأنجبت له ولدا سابعا ثم توفي بعدها بسنتين في مدينة بون.

## جهوده في الفيزياء
أعاد تعريف دورة كارنو كما قدم نظرية الحرارة.وفي سنة 1859 كتب ورقته العلمية عن النظرية الميكانيكية للحرارة والتي تطرق فيها بنحو أو بآخر للقانون الثاني في التحريك الحراري. وفي سنة 1865 قدم مصطلح الاعتلاج كبديل عن مصطلح محتوى التحويل لتقديم المصطلحات اللاتينية على الإنكليزية وكذلك لمشابهة كلمة الاعتلاج (بالإنجليزية: Entropy)‏ لكلمة الطاقة (بالإنجليزية: Energy)‏. فنال وسام كوبلاي امتنانا من الجمعية الملكية لجهوده العلمية.

## حواشٍ
1. 1 2  تاريخ ماكتوتور لأرشيف الرياضيات، QID:Q547473
2. 1 2  Brockhaus Enzyklopädie | Rudolf Julius Emanuel Clausius (بالألمانية), OL:19088695W, QID:Q237227
3. 1 2  Gran Enciclopèdia Catalana | Rudolf Julius Emmanuel Clausius (بالكتالونية), Grup Enciclopèdia, QID:Q2664168
4. 1 2  www.accademiadellescienze.it | Rudolph Julius Emanuel Clausius (بالإيطالية), QID:Q107212659
5. 1 2  Proleksis enciklopedija | Rudolf Julius Emanuel Clausius (بالكرواتية), QID:Q3407324
6. ↑   http://www.clausius-tower-society.koszalin.pl/wieza_clausiusa_en.html. {{استشهاد ويب}}: |url= بحاجة لعنوان (مساعدة) والوسيط |title= غير موجود أو فارغ (من ويكي بيانات) (مساعدة)
7. ↑  "Клаузиус, Рудольф-Юлиус-Эммануэль". Энциклопедический словарь Брокгауза и Ефрона. Том XV, 1895 (بالروسية). XV: 327. 1895. QID:Q24441897.
8. 1 2 3  www.accademiadellescienze.it (بالإيطالية), QID:Q107212659
9. ↑   http://www.britannica.com/EBchecked/topic/120559/Rudolf-Clausius. {{استشهاد ويب}}: |url= بحاجة لعنوان (مساعدة) والوسيط |title= غير موجود أو فارغ (من ويكي بيانات) (مساعدة)
10. ↑  А. М. Прохорова, ed. (1969), Большая советская энциклопедия: [в 30 т.] (بالروسية) (3rd ed.), Москва: Большая российская энциклопедия, Клаузиус Рудольф Юлиус Эмануэль, OCLC:14476314, QID:Q17378135
11. 1 2 3 4 5 6 7 8  تاريخ ماكتوتور لأرشيف الرياضيات، QID:Q547473
12. ↑  "Award winners : Copley Medal" (بالإنجليزية). Royal Society. Retrieved 2018-12-30.
13. ↑  List of Royal Society Fellows 1660-2007 (PDF) (بالإنجليزية), Royal Society, p. 74, QID:Q111806251
14. ↑  DNB, Katalog der Deutschen Nationalbibliothek نسخة محفوظة 13 أكتوبر 2017 على موقع واي باك مشين.

## مناهل
منشورات ردولف كلازيوس

## وصلات خارجية
- رودولف كلاوزيوس على موقع الموسوعة البريطانية (الإنجليزية)
- رودولف كلاوزيوس على موقع إن إن دي بي (الإنجليزية)